# Каулифлорија
Каулифлорија је ботанички појам који означава појаву да цветови израстају из главног стабла биљке и чак и коре дрвета, пре него из нових пупољака.

## Значај
За биљке ово може да буде начин их опраше или да расеју животиње које не могу да лете или да се пењу. Иако је ова појава широко раширена у сушним и подручјима са умереном климом, најчешћа је у кишним тропским шумама. С обзиром на богатство фауне у том региону, а самим тим и опрашивача, тешко је прецизирати којој врсти су цветови прилагођени да их опраши. Међутим, сигурно је да су на овакав начин цветови и плодови доступнији што знатно привлачи животиње.

## Примери
Појава је позната код какаовца (Theobroma cacao), врсте која насељава Јужну Америку, Јудиног дрвета, врсте рода Erica и других.